# 雷吉生
雷吉生（14世紀—15世紀），字祐之，福建建寧府建安縣人，明朝政治人物。

## 生平
雷吉生是永樂六年（1408年）福建鄉試舉人第二名，九年（1411年）成進士，獲授監察御史巡按江西、湖廣、山東，所在剛正不阿，漢王朱高煦即將謀反，他得知後上疏朝廷未得回應，後來朱高煦伏誅，株連巡按者，他卻因上疏得免。兵部尚書李慶驕橫放肆，他上奏彈劾被貶為交趾宣化縣知縣，當時交趾內附不久，人心不穩定，他因廉明被毒殺，後來李慶事敗，朝廷打算召用他，但他已死。

## 引用
1. 1 2  康熙《建安縣志·卷六》：雷吉生，字祐之，永樂進士，除監察御史巡按江西、湖廣、山東，所在風裁凜然，高煦將謀不軌，吉生廉得其事以聞不報，後高煦誅，連坐巡按者，吉生以言得免。尚書李慶以才幹得上意，任情恣肆，吉生露章劾之，出知交趾宣化縣，時蠻方初附，人心頻梗畏，吉生廉明遂鳩之，後李慶事敗，方擬召用，而吉生已死。
2. ↑  《八閩通志·卷四十九》：選舉 科第 建寧府……國朝……（永樂）六年戊子鄉試 雷吉生建安人。第二人。
3. ↑  康熙《建安縣志》·卷五：進士……明……永樂七年己丑【九年辛卯】蕭時中榜 雷吉生 見風節……鄉舉……明……永樂六年戊子楊慈榜 雷吉生 易，府學第二人，見進士